# Lugare
Lugare (en serbe cyrillique : Лугаре) est un village de Serbie situé dans la municipalité de Lebane, district de Jablanica. Au recensement de 2011, il comptait 335 habitants.

## Démographie
| 1948 | 1953 | 1961 | 1971 | 1981 | 1991 | 2002 | 2011 |
| ---- | ---- | ---- | ---- | ---- | ---- | ---- | ---- |
| 380  | 406  | 399  | 367  | 380  | 420  | 389  | 335  |

|  |